# Chiugiana
Ellera Chiugiana is een plaats (frazione) in de Italiaanse gemeente Corciano.